# Leptodactylus melanonotus
Leptodactylus melanonotus é uma espécie de anfíbio  da família Leptodactylidae.
Pode ser encontrada nos seguintes países: Belize, Colômbia, Costa Rica, Equador, El Salvador, Guatemala, Honduras, México, Nicarágua e Panamá.
Os seus habitats naturais são: florestas secas tropicais ou subtropicais , florestas subtropicais ou tropicais húmidas de baixa altitude, florestas de mangal tropicais ou subtropicais, regiões subtropicais ou tropicais húmidas de alta altitude, savanas áridas, savanas húmidas, campos de gramíneas de baixa altitude subtropicais ou tropicais sazonalmente húmidos ou inundados, lagos de água doce intermitentes, marismas de água doce, marismas intermitentes de água doce, pastagens, plantações , jardins rurais, áreas urbanas, florestas secundárias altamente degradadas, áreas de armazenamento de água, lagoas e canals e valas.